# Anas Hijah
Anas Hijah (Zarqa, Jordania; 23 de junio de 1987) es un futbolista de Jordania que juega en la posición de centrocampista con el That Ras Club de la Segunda División de Jordania.

## Carrera

### Club
| Periodo   | Club                  |
| --------- | --------------------- |
| 2005–2011 | Al-Faisaly Amman      |
| 2010      | → Al-Qawqazi (cedido) |
| 2011–2012 | Duhok SC              |
| 2013      | Riffa SC              |
| 2013–2014 | Shabab Al-Ordon Club  |
| 2014–2015 | Al-Hussein Irbid      |
| 2015–2016 | Al-Buqa'a             |
| 2016      | Al Jazira Ammán       |
| 2016–2017 | Shabab Al-Ordon Club  |
| 2017–     | That Ras Club         |

### Selección nacional
Jugó para Jordania en 21 ocasiones de 2008 a 2012 y anotó un gol; participó en la Copa Asiática 2011.

## Logros
- Copa de Jordania (1): 2007-08
- Copa FA Shield de Jordania (2): 2009, 2011
- Supercopa de Jordania (1): 2006
- Copa AFC (2): 2005, 2006